# Diecéze arsennarijská
Diecéze Arsennaria je titulární diecéze římskokatolické církve.

## Historie
Arsennaria, možná identifikovatelná s Bou-Râs, je starobylé biskupské sídlo nacházející se v římské provincii Mauretania Caesariensis.
Jediný známý biskup této diecéze je Filon, který ze zúčastnil synodu v Kartágu svolaný roku 484 vandalským králem Hunerichem, po kterém byl vyhoštěn.
Dnes je využívána jako titulární biskupské sídlo; současným titulárním biskupem je José Alberto Rozo Gutiérrez, emeritní apoštolský vikář Puerto Gaitán.

## Seznam biskupů
- Filon (zmíněn roku 484)

## Seznam titulárních biskupů
- 1961 - 1970 Auguste Jauffrés
- 1971 - 1972 Benedict Singh
- 1972 - 1989 Nicolas Ravitarivao
- od 1999 José Alberto Rozo Gutiérrez, S.M.M.